# Mesonemoura brachyfiligera
Mesonemoura brachyfiligera är en bäcksländeart som först beskrevs av Aubert 1967.  Mesonemoura brachyfiligera ingår i släktet Mesonemoura och familjen kryssbäcksländor. Inga underarter finns listade i Catalogue of Life.